# Музей туркменського килиму
Музей туркменського килиму або Національний музей туркменського килиму (туркм. Türkmen halysynyň milli muzeýi) — національний музей Туркменістану, який розташований в центрі Ашхабаду біля адміністративної будівлі Державного об’єднання «Туркменхали».

## Історія
З метою відродження, збереження та творчого розвитку традицій туркменського килимарства, Постановою Президента Туркменістану від 20 березня 1993 року у місті Ашхабад було створено Національний музей туркменського килиму. А 24 жовтня 1994 року відбулось відкриття єдиного у світі Музею туркменського килиму.
У музеї зібрано найбільшу у світі колекцію туркменських килимів. В ньому представлені килимові експонати від часів Середньовіччя до XX століття, у тому числі понад 1000 килимів з XVIII століття до XIX століття. Окрім величезної колекції килимів, у музеї багато килимових виробів.

## Експонати

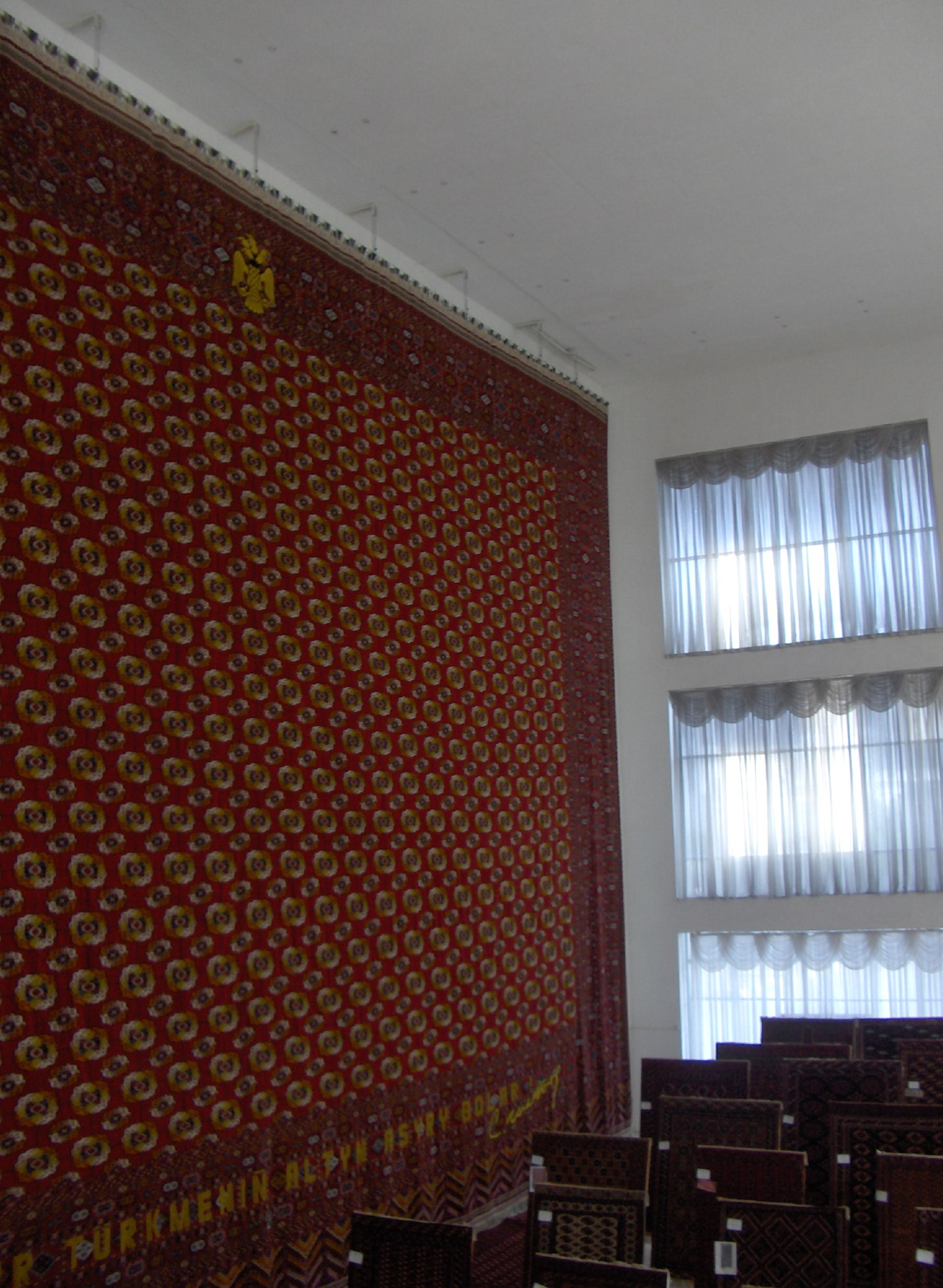
Найбільший килим у світі

Музей туркменського килиму є одним із культурних центрів Туркменістану, в якому виставлено приблизно 2000 килимових експонатів, у тому числі ексклюзивних. Наприклад, у національному музеї є найменший у світі килимовий виріб, який призначений для носіння ключів.
Музей знаменитий своїми величезними килимами Текке. Один такий килим має розмір 193 м2 та значну вагу у метричній формі. Він був виготовлений у 1941 році 40 людьми як завіса для Великого театру у Москві.
А також у музеї можна побачити найбільший у світі туркменський килим, який був виготовлений вручну у 2001 році на честь 10-ї річниці незалежності Туркменістану від Радянського Союзу. Його загальна площа становить 301 м2. У 2003 році його було внесено до Книги рекордів Гіннесу.

## Про музей

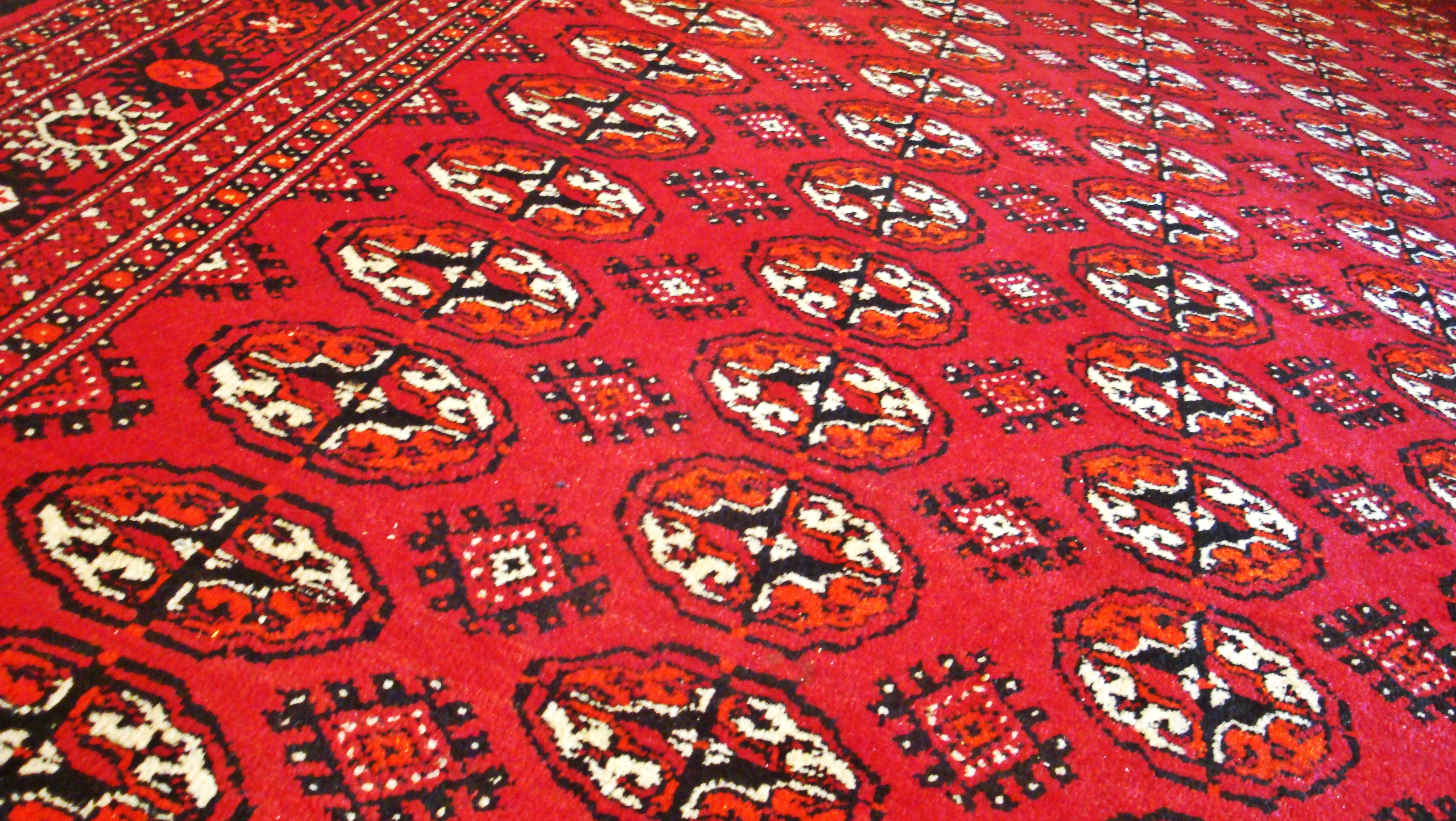
Туркменський килим

Архітектурний ансамбль музею складається з адміністративної будівлі Державного об’єднання «Туркменхали» та будівлі музею, які займають загальну площу 13400 м2 (адміністративний корпус 8311 м2 та музей – 5089 м2). У стінах музею постійно проходять міжнародні наукові форуми та конференції.
У національному музеї туркменського килиму співробітники проводять реставрації старовинних килимових виробів. Це є дуже складним завданням, адже квадратний метр деяких мистецьки виготовлених старих екземплярів складається до 1 350 000 вузликів. Фонд музею постійно поповнюється, його співробітники ведуть постійний пошук та збір старих килимів.
У Туркменістані щорічно святкують День туркменського килиму. Традиційно центром свята є єдиний у світі Музей туркменського килиму.

## Історична цінність
Багато килимів купують з музейного цеху та на фабриці, а також на базарах. Якщо хтось купує килим у Туркменістані та бажає його експортувати, то експерти з Музею туркменського килиму повинні оглянути його та надіслати висновок про те, що килим немає історичної цінності. Здебільшого існують обмеження на експорт килимів старше 30 років. Такі обмеження стосуються не тільки туристів, але й місцевих громадян. Це дуже сильно впливає на підприємців Туркменістану, яким важко через такі умови розвивати свій бізнес на міжнародному ринку.